# Eugeniusz (Hakmann)
Eugeniusz, nazwisko świeckie Iftimie Haсkmann (ur. 16 marca 1793 w Wasłowiwcach, zm. 12 kwietnia 1873 w Wiedniu) – ukraiński polityk, biskup prawosławny, pierwszy metropolita bukowiński (w 1873, zmarł przed intronizacją).
Prawosławny biskup bukowiński w latach 1835–1873, pierwszy marszałek krajowy Sejmu Krajowego Bukowiny.
W latach 1848–1849, w czasie Wiosny Ludów prowadził wraz z Rumunami działania prowadzące do oddzielenia Bukowiny od Galicji. Jednak w latach 1849–1861 toczył walkę dyplomatyczną przeciw Rumunom postulującym przyłączenie Bukowiny do węgierskiego Siedmiogrodu.
Na prawosławnym soborze w Karłowicach w 1864, oraz w swoim orędziu z 1865 bronił diecezji bukowińskiej przed podporządkowaniem rumuńskiej metropolii siedmiogrodzkiej i jej zwierzchnikowi, metropolicie Andrzejowi.
Był założycielem pierwszej ukraińskiej organizacji na Bukowinie („Ruśka Besida”, 1869). Dzięki jego zabiegom zbudowano w Czerniowcach cerkiew katedralną oraz rezydencję metropolitów bukowińskich.
Pochowany został w krypcie prawosławnej katedry w Czerniowcach, za władzy radzieckiej jego szczątki zostały usunięte.